# Répce
A Répce és a Rábca (németül Rabnitz, horvátul Rabica) ugyanazon folyó a Kisalföldön. A Répce a Hanság területén felveszi a Kis-Rábát (csatorna), innentől Rábca a neve. Bővebb kifejtését lásd: a Rábca szócikkben.

## Települések a folyó mentén

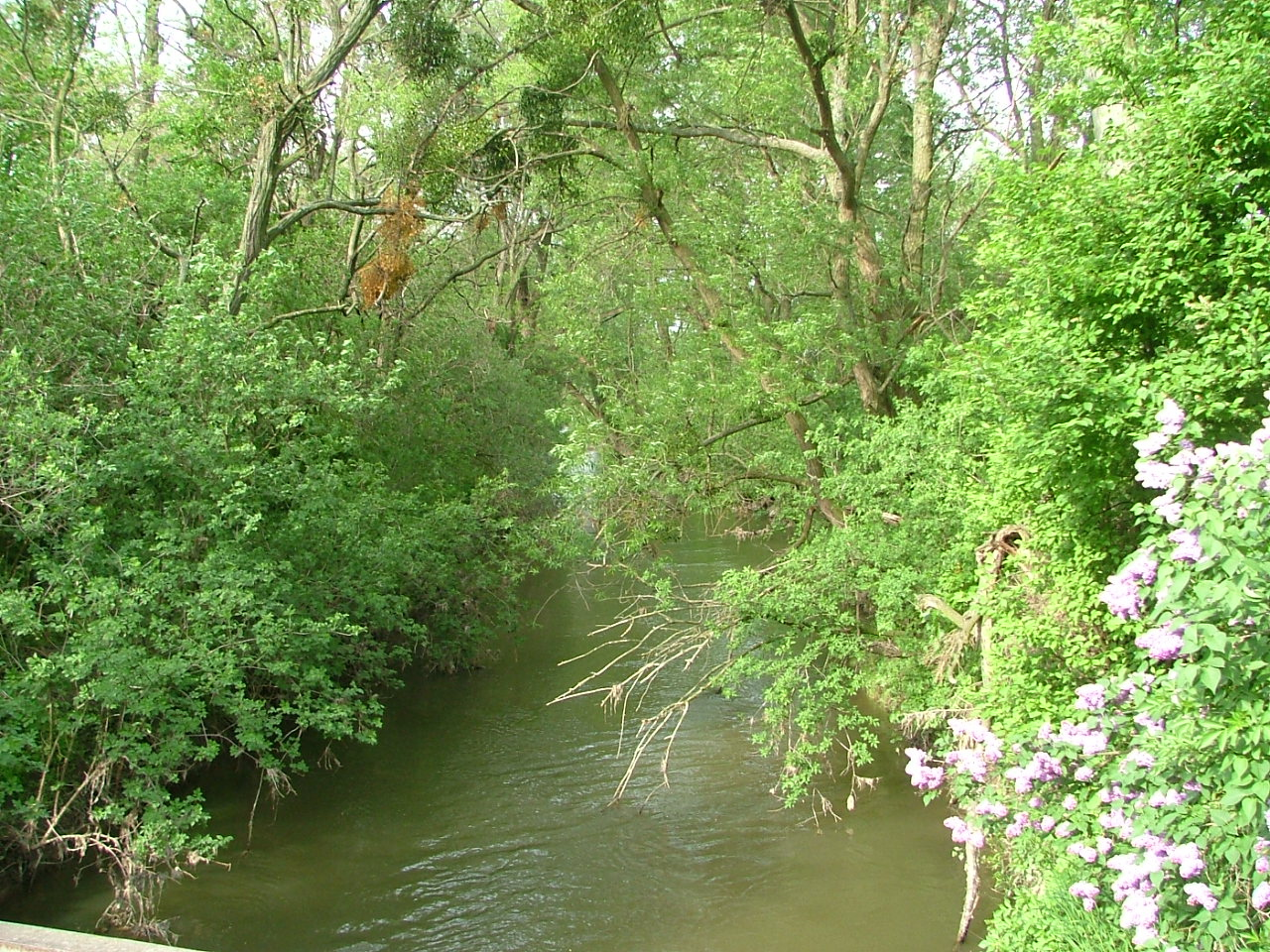
A Répce Chernelházadamonyánál

Blumau (Ausztria)… Répcekethely, Locsmánd (Ausztria) – Zsira – Répcevis – Csepreg – Bük – Gór – Bő – Répceszentgyörgy[-[Chernelházadamonya]]- Hegyfalu – Mesterháza – Tompaládony – Nagygeresd – Vámoscsalád – Répcelak – Csánig – Dénesfa – Agyagosszergény – Beled – Répceszemere

## Története
Az 1965. évi árvízi tapasztalatok és a Répce ausztriai területén végzett rendezési munkák szükségessé tették magyar területen is a Répce szabályozását. 1971-ben megindult a felső szakaszának szabályozása az országhatár és a büki vasúti híd között, a hozzá tartozó műtárgyakkal, terelő- és gyűjtőárkokkal együtt. A Répce alsó szakaszára a nagyobb árvizek kiöntés nélküli levezetésére tanulmányterv készült 1983-ban. Gór–Bük térségében szükségtározó épült, melyet 1996-ban adtak át. A Bük–Bő–Gór-víztározóhoz és annak leeresztő műtárgyához kapcsolódóan a természethez illeszkedő mederrendezésre került sor mintegy 2,5 km hosszan Gór, valamint Bük területén. A tározó a Répce völgy teljes elzárásával épült meg. A tervezett maximális tározótérfogat 8 millió m³, 350 ha vízfelülettel. A tározó a hosszirányú átjárhatóságot nem akadályozza, de a vízgyűjtő területen található régi, romos vízimalmok maradványai, a patakszabályozás során kialakított vízlépcsők (30–40 cm vízszintkülönbséget eredményeznek), valamint a Boldogasszony-patakra létesült két állandó vízfelszínű tározó a hosszanti átjárást akadályozza. Ezekben a visszaduzzasztott mederrészekben a kialakult állatvilág teljesen eltér a patak őshonos faunájától. Árvízvédelmi szempontból két szakaszra osztható a Répce. A Bük alatti tározó – Répceszemere közötti szakaszon az árvizes beavatkozásai ökológiai problémákat nem okozott. A nagyobb árhullámok a völgyi területeken továbbra is lefolyhatnak, azonban a községek védelme is megoldott lett. Az árvízi tározó feletti szakaszok mederszerű kiépítése a Répce szabályos vonalú vezetését, illetve növényzetben szegény parti sávot eredményezett. Ez utóbbi szakasz a jövőben ökológiai rehabilitációra szorul.